# ОШ „Алекса Шантић” Степановићево
ОШ „Алекса Шантић” једна је од основних школа у Новом Саду. Налази се у улици Војводе Путника 6 у Степановићеву. Назив је добила по српском песнику и академику Алекси Шантићу.

## Историјат
Настанак Степановићева се везује за насељавање ратних добровољаца током 1921. године из Херцеговине, Лике и Босне. Недуго након досељавања у ове крајеве током 1920—1921. покренута је иницијатива за оснивање школе, а новембра 1921. је основана школа у четворогодишњем трајању. Садашња зграда Основне школе „Алекса Шантић” је изграђена 1940. године и почела је са радом 1942. када је важила за најмодернију школу у Новосадском срезу. У почетку је била четворогодишња, а 1953. године је прерасла у осмогодишњу основну школу. Данас поседује затворени простор од 3214 m², школско двориште од 2457 m² и отворени спортски простор, терен за кошарку, одбојку и рукомет од 2962 m² који поред ученика школе користе и млади из Степановићева. Садрже четири учионице за ученике нижих разреда, четири кабинета за теоријску наставу и вежбе, СТЕМ кабинет, савремено опремљен кабинет за информатику, фискултурну салу 1038 m² са пратећим просторијама, четири канцеларије намењене администрацији, управи и педагошко–психолошкој служби, наставничку зборницу 30m², школску библиотеку 30m² која располаже фондом од oко 6000 књига и кухињу са трпезаријом 80m². Све учионице и кабинети су опремљени рачунарима, телевизорима и пројекторима. На располагању је и интерактивна табла, два 3D штампача, камера, дрон, додатни компјутери и друга опрема. У школи постоји продужени боравак са кутком за опуштање за ученике нижих разреда. У поподневним часовима се реализује настава изборних предмета и ваннаставне активности.

## Догађаји
Догађаји Основне школе „Алекса Шантић”:
- Савиндан
- Дан државности Србије
- Светски дан јабука
- Међународни дан борбе против вршњачког насиља
- Еразмус дани
- Недеља доброте и разумевања
- Фестивал науке
- Пројекат „Једносменски рад – примери добре праксе”[5]
- Пројекат „Обогаћени једносменски рад”
- Пројекат „Кораци ка модерној школи”[6]
- Пројекат „Наслеђе – поклон и обавеза”[7]
- Пројекат „Хероина у униформи – Милунка Савић”[7]
- Пројекат „Спорт деци – растимо и играјмо заједно”[8]
- Пројекат „Зелена козметика”[9]
- Пројекат „Мала школска башта”[10]
- Пројекат „СТЕАМ у мојој учионици”[11]
- Пројекат „За чистије и зеленије школе Војводине”[12]
- Пројекат „Моја дигитална учионица”[13]